# Fontaine du Marché-aux-Chevaux
La fontaine du Marché-aux-Chevaux, puis fontaine de la rue du Jardin du Roi puis fontaine Poliveau, était située dans le 5e arrondissement de Paris.

## Historique
La fontaine du Marché-aux-Chevaux fait partie des fontaines du décret de Saint-Cloud, commandées par décret impérial en 1806. Elle est édifiée en 1806 à l'angle des rues Poliveau et Geoffroy-Saint-Hilaire, sur l'emplacement où se trouvait depuis 1546 la Croix de Clamart.
Au début du XIXe siècle elle est alimentée par l'aqueduc Médicis.
Elle est détruite en 1868.

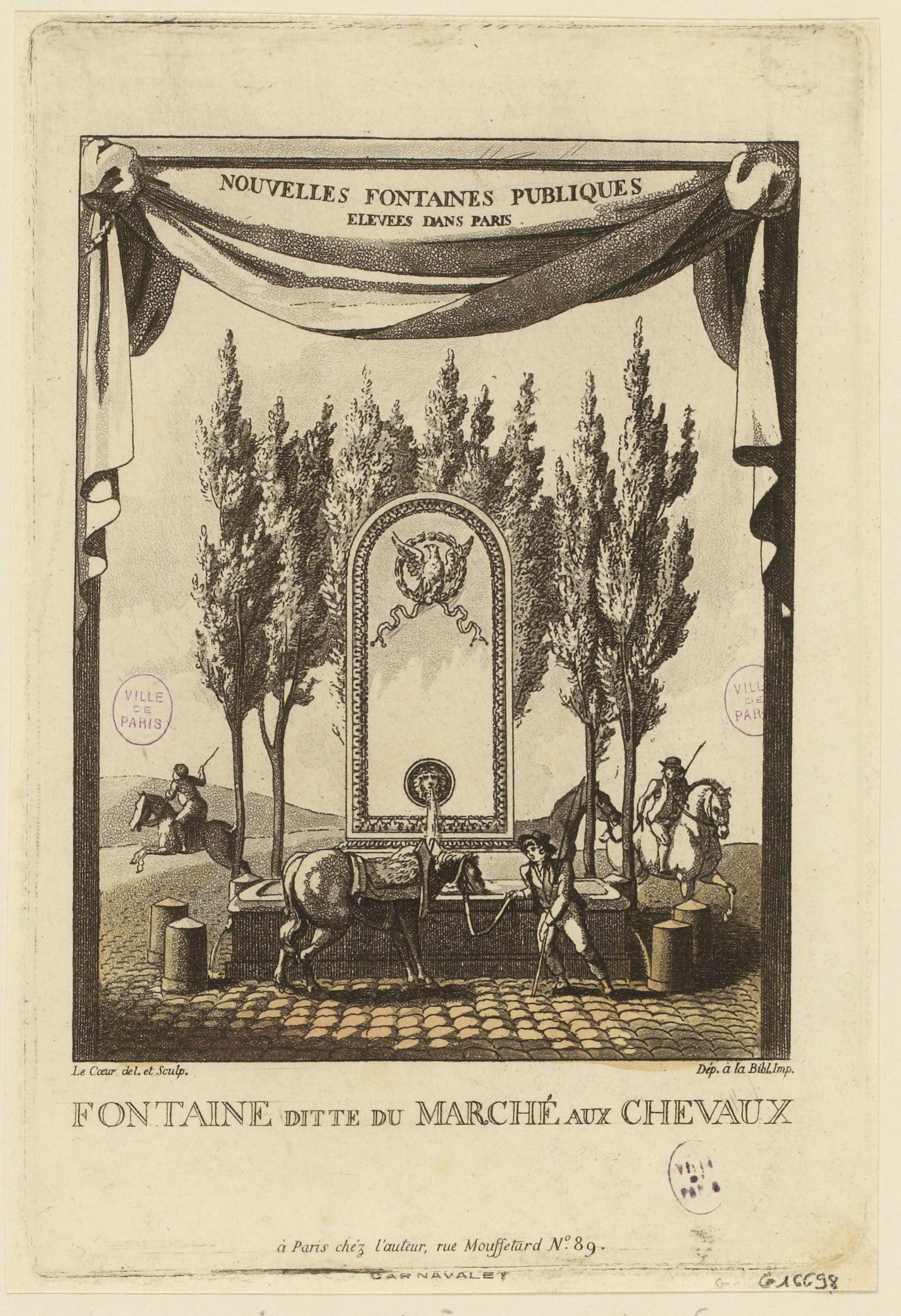
La fontaine du Marché-aux-Chevaux vers 1810.
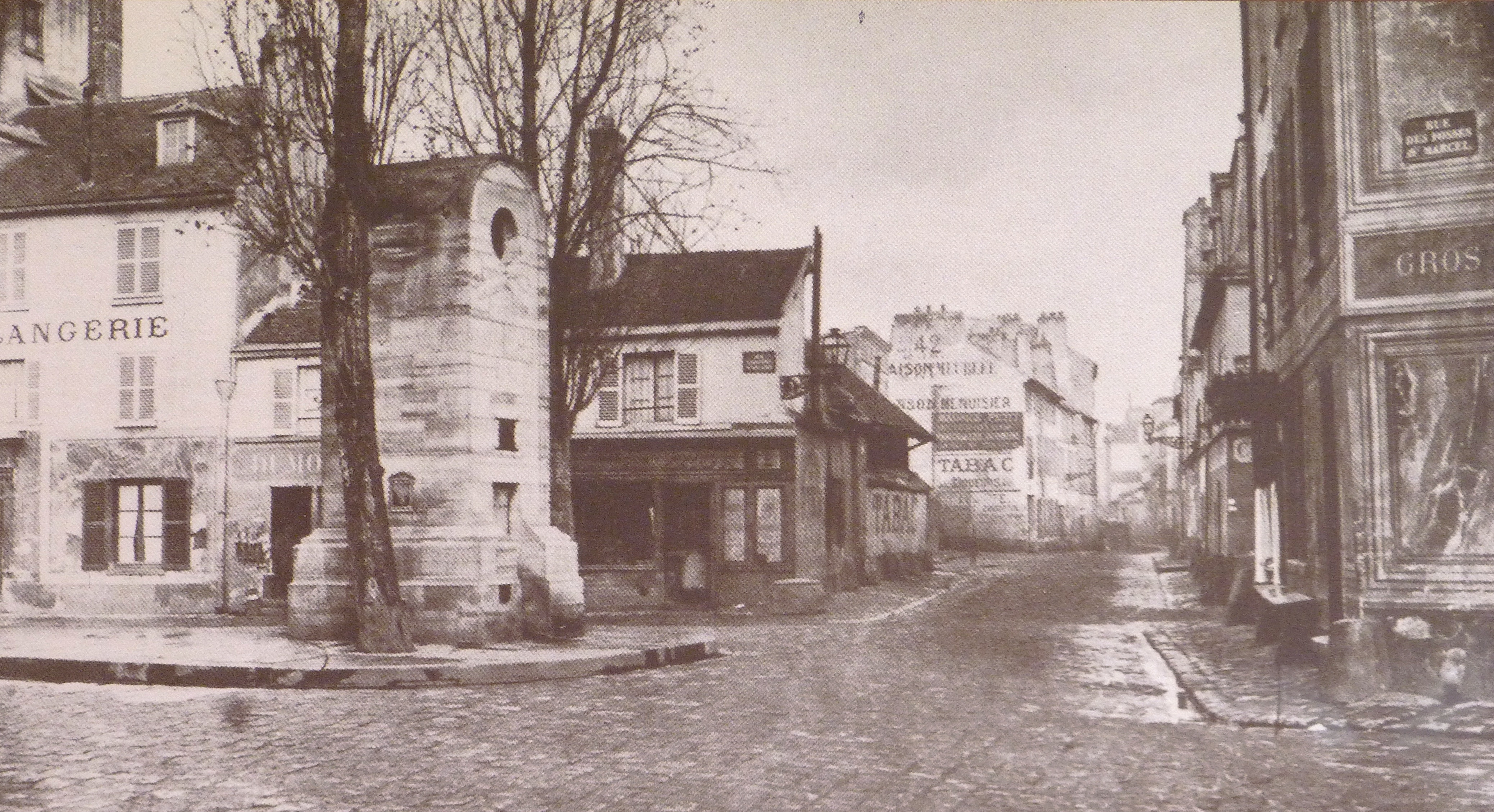
La fontaine Poliveau vers 1860/1865, photographie de Charles Marville.
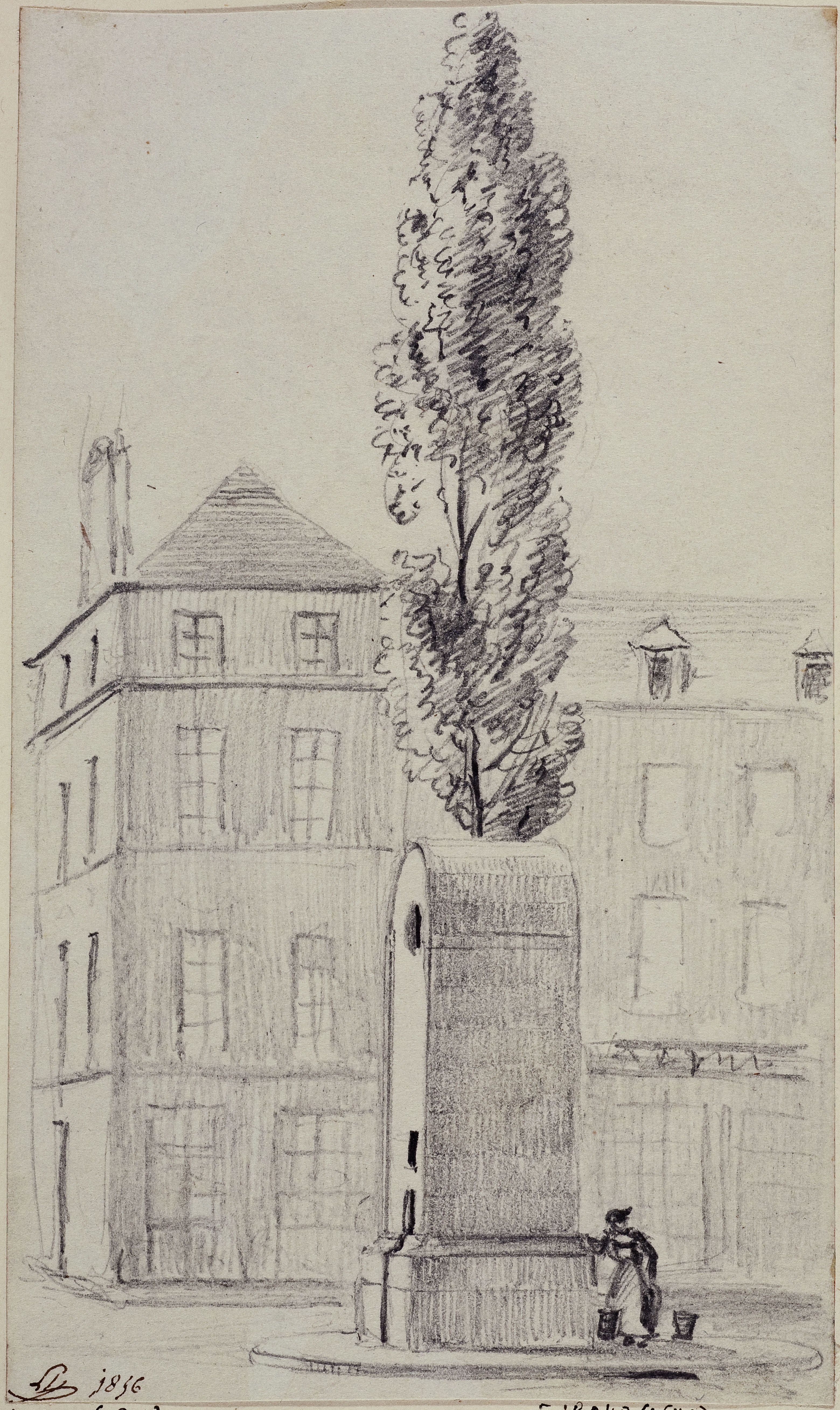
La fontaine dessinée en 1856 par Léon Leymonnerye.